# حمد ناصر
حمد ناصر (6 يوليو 1944 - 17 يناير 2019) ممثل كويتي، بدأ التمثيل بعام 1962.
يعد من الممثلين الأوائل الذين ساهموا في نشر الحركة المسرحية في دولة الكويت، أحب التمثيل منذ الصغر وكانت بداياته على مسرح المدرسة والأندية الصيفية وإنضم إلى فرقة المسرح العربي عام 1965، أول مسلسل شارك فيه هو عايلة بو جسوم عام 1962، وبعدها بسبع سنوات شارك بأول مسرحية له بعنوان الليلة يصل محقان، قام بالعديد من الأعمال التلفزيونية لتلفزيون الكويت مثل مسرحية عالم نساء ورجال ومراهق في الخمسين، وتمثيلية الإنسان هو الإنسان ومسلسل ليالي شهرزاد، ومن أبرز أدواره (بن جاسي) في مسلسل الأقدار، ودوره في الفيلم الكويتي بس يا بحر دور (بدر)، وأيضًا جسد دور الفنان عوض دوخي بمسلسل إذاعي يحكي قصته حيانه.

## أعماله
1. صدفة التقينا - مسلسل إذاعي 2012 أبو راشد
2. فارس مع النفاذ - مسلسل إذاعي 2012
3. بقايا الأمس - مسلسل 2009
4. التنديل - مسلسل 2008
5. دار الزمن - مسلسل 2008 أبو معتوق
6. سند وأبطال الغابة - مسلسل  2007
7. الأخطبوط - مسلسل 2004
8. الدار - مسلسل 2004
9. قلوب متحجرة - مسلسل 2003 أبو خالد صديق منصور
10. الناس للناس - مسلسل 2003
11. الشريب بزة - مسلسل 2002 ابوفاضل
12. صادوة 1 - برنامج 2002 ضيف
13. القدر المحتوم - مسلسل  2001 أبو رغد
14. جرح الزمن - مسلسل 2001 خليل
15. الصقرين - مسلسل 2001
16. بيت بلا أبواب - مسلسل 2000 أبو هشام
17. أبناء الغد - مسلسل 2000
18. الخطر معهم (ج1) - مسلسل 2000
19. زمان الإسكافي - مسلسل 1998 العم درويش
20. مراهق في الخمسين - مسرحية 1997 صبحان (الممرض)
21. خطوة للوراء - سهرة تلفزيونية 1997
22. بو هباش - مسلسل 1996
23. طار الفيل - مسرحية 1995 حجي صادق
24. الرجل والظل - سهرة تلفزيونية 1995
25. الحاقد - مسلسل 1995
26. عبد الله البري وعبد الله البحري - مسلسل 1994
27. عيال قرية - مسلسل 1994 أبو سيف
28. العقاب - مسلسل 1994 جاسم - كبيراً
29. المحطة الأخيرة - سهرة تلفزيونية 1994
30. القدر - سهرة تلفزيونية 1994
31. فري كويت - مسرحية 1991
32. الوفاء - مسلسل 1990
33. القضية خارج الملف - مسرحية 1989
34. برشامه - مسرحية 1987
35. الدكتور صنهات - مسرحية 1987 أبو دمغة
36. بيت الأوهام - سباعية 1986 خالد ابن عمة نورة
37. المغامرون الثلاثة - مسلسل 1986
38. كامل الأوصاف (الغرباء) - مسلسل 1984 خبير الصبغ
39. الفخ - فيلم 1983
40. الأطفال - مملكة العجائب - مسلسل  1983
41. إلى أبي وأمي مع التحية (ج2) - مسلسل 1982
42. درس خصوصي - مسلسل 1981 فرحان الأزرق
43. الرماد - تمثيلية 1981 حمد
44. الرحيل - مسلسل 1980
45. بيت أبو خالد - مسلسل 1980
46. مذكرات جحا - مسلسل 1979
47. الجفاف يقتل الندى - مسلسل 1979
48. نقطة ضعف - سهرة تلفزيونية 1978
49. الأقدار - مسلسل 1977 بن جاسي
50. المصير - سباعية 1977
51. أوبريت والله زمن - أوبرا 1977
52. طيور على الماء - مسلسل 1976
53. الثالث - مسرحية 1976
54. رحلة العذاب - سباعية 1976 الملازم
55. الملقوف - مسلسل 1973
56. عالم نساء ورجل - مسرحية 1972
57. مطلوب زوج حالاً - مسرحية 1971 الرجل
58. بس يا بحر - فيلم 1971
59. الليلة يصل محقان - مسرحية 1969 أبو الولد الميت - الأب الثاني
60. سهره 1+1 يساوي 1 - سهرة تلفزيونية 1969
61. مشروع ناجح جداً - سهرة تلفزيونية 1969

## روابط خارجية
- حمد ناصر على موقع IMDb (الإنجليزية)
- حمد ناصر على موقع قاعدة بيانات الأفلام العربية